# Раггер, Маркус
Маркус Раггер (нем. Markus Ragger; род. 5 февраля 1988, Клагенфурт) — австрийский шахматист, гроссмейстер (2008).
Трёхкратный чемпион Австрии (2008, 2009 и 2010).
В составе сборной Австрии участник 4-х Олимпиад (2008—2014) и 5-и командных чемпионатов Европы (2007—2015).

## Изменения рейтинга
| Графики недоступны из-за технических проблем. См. информацию на Фабрикаторе и на mediawiki.org. |